# ロブ・グリーンバーグ
ロブ・グリーンバーグ（Rob Greenberg）は、アメリカ合衆国出身の映画監督、脚本家である。

## 作品
- ママと恋に落ちるまで
- デイブは宇宙船（脚本）